# Щербак, Константин Вячеславович
Константи́н Вячесла́вович Щерба́к (8 апреля 1986, Минск) — белорусский гребец-каноист, выступал за сборную Белоруссии во второй половине 2000-х годов. Чемпион мира, трижды чемпион Европы, многократный победитель республиканских и молодёжных регат. На соревнованиях представлял город Минск и спортивный клуб Министерства спорта и туризма, заслуженный мастер спорта Республики Беларусь.

## Биография
Константин Щербак родился 8 апреля 1986 года в Минске. В детстве увлекался водным поло и конным спортом, однако в конечном счёте сделал выбор в пользу гребли. Активно заниматься греблей на каноэ начал в возрасте двенадцати лет по совету приятеля, проходил подготовку в минской специализированной детско-юношеской школе олимпийского резерва и в минской государственной школе высшего спортивного мастерства — под руководством тренера В. В. Ведехина. Первого серьёзного успеха добился в 2003 году, побывав на молодёжном чемпионате мира в Японии и привезя оттуда золотую и серебряную медали, выигранные в каноэ-четвёрках на 1000 и 500 метрах.
На взрослом международном уровне впервые заявил о себе в 2005 году, когда попал в основной состав белорусской национальной сборной и благодаря череде удачных выступлений удостоился права защищать честь страны на чемпионате мира в хорватском Загребе — с четырёхместным экипажем, куда также вошли гребцы Дмитрий Рябченко, Дмитрий Войтишкин и Александр Волчецкий завоевал серебряную медаль на дистанции 500 метров. Год спустя не чемпионате Европы в чешском Рачице тем же составом они стали золотыми и серебряными призёрами, на двухстах и тысяче метров соответственно. На мировом первенстве в венгерском Сегеде показали не менее высокий результат, были вторыми на двухстах метрах и первыми на пятистах.
В 2007 году Щербак выиграл серебряную и золотую медали на чемпионате Европы в испанской Понтеведре, в четвёрках на двухстах и тысяче метров, при этом на первенстве мира в немецком Дуйсбурге в гонке на 200 метров финишировал третьим, пропустив вперёд экипажи из Венгрии и России. За выдающиеся спортивные достижения по итогам сезона удостоен почётного звания «Заслуженный мастер спорта Республики Беларусь».
На чемпионате континента 2008 года в Милане Константин Щербак вместе с партнёрами по команде на километре одолел всех своих соперников и в третий раз получил титул чемпиона Европы. Тем не менее, вскоре у него возникли серьёзные проблемы со здоровьем, он вынужден был перейти на индивидуальный график подготовки, а потом и вовсе принял решение завершить карьеру профессионального спортсмена. Последний раз показал значимый результат в сезоне 2011 года, когда занял четвёртое место на Кубке Республики Беларусь.

## Политические взгляды
Подписал открытое письмо спортивных деятелей страны, выступающих за действующую власть Беларуси после жестких подавлений народных протестов в 2020 году.